# Nudes-A-Poppin'
Nudes-A-Poppin' is een jaarlijkse schoonheidswedstrijd in de Verenigde Staten voor naakte vrouwen en mannen die strijden door middel van erotische dans. Het is het bekendste naaktevenement in Indiana en wordt sinds 1975 jaarlijks gehouden.

## Geschiedenis
De Nudes-A-Poppin'-verkiezing wordt georganiseerd door en gehouden in Ponderosa Sun Club, een nudistenresort opgericht in 1964 en gelegen in Roselawn, Indiana. Het evenement werd voor het eerst gehouden in 1975 om belangstelling te wekken voor het resort en wordt sindsdien jaarlijks gehouden. De schoonheidswedstrijd "Miss Nude Galaxy" vond voor het eerst plaats midden jaren 70. Nudes-A-Poppin' diende in de eerste plaats als fondsenwerving voor het resort en levert nog steeds een aanzienlijke bijdrage aan de lokale economie. Het resort is tijdens de optocht gesloten voor zijn leden en de eendaagse evenemententickets kunnen enkel afzonderlijk worden gekocht. Het bezoekersgeld voor het evenement was $ 50 in 2005 en was in 2016 gestegen tot $ 60. Toegang voor deelnemers is nog steeds gratis. Tot 2003 was er één evenement in juli en een ander in augustus, maar vanaf 2004 werd Nudes-A-Poppin 'teruggebracht tot één weekend in juli. Het evenement van 2020 werd, als gevolg van de COVID-19-pandemie, geannuleerd.

## Evenementen
Evenementen die bij Nudes-A-Poppin' worden gehouden, zijn onder andere de wet T-shirt contest voor amateurs, de meest sexy paaldanswedstrijd, naakt olieworstelen. Er wordt ook een "Miss Nude"-wedstrijd gehouden, met het publiek als jury. Verschillende trofeeën, zoals "Miss Nude Galaxy", "Miss Nude Go-Go", "Miss Nude Rising Star", worden toegekend aan de naakte deelnemers.
Lou Harry, die voor Indianapolis Monthly schreef, merkte op dat het verboden is voor deelnemers om seksueel contact te hebben met een toeschouwer of om zich expliciet te gedragen. De meeste deelnemers zijn vrouwen, de toeschouwers, die tevens juryleden zijn, bestaan voornamelijk uit mannen. Fotografie is een populaire bezigheid tijdens dit evenement en het is toeschouwers toegelaten foto's te nemen. Er is echter wel een vergunning vereist bij het gebruik van videocamera's.

## Deelnemers
Plaatselijke pornosterren, strippers en nudisten nemen deel aan het evenement en trekken duizenden andere toeschouwers aan. In 2017 was het verwachte aantal bezoekers ongeveer 6000 en het evenement trok een internationaal publiek. Op de officiële website van het evenement staat dat "geen kleding wordt getolereerd bij het zwembad." Voormalig pornoster Ron Jeremy treedt op als ceremoniemeester voor Nudes-A-Poppin' sinds 1990 en persoonlijkheden zoals Home Improvement-ster Tim Allen, The Munsters-ster Al Lewis en John Wayne Bobbitt waren ook gastheer van het evenement.

## Beoordelingen
In een lijst met de titel Top 10: Sex Festivals, samengesteld door AskMen.com, staat Nudes-A-Poppin' gerangschikt op nummer vier.
Vanwege dit evenement, samen met andere festivals voor volwassenen, clubs voor volwassenen en seksuele activiteiten zoals erotisch dansen, publieke seks en exhibitionisme, kwam Roselawn op de eerste plaats in de lijst 10 Kinky Cities door AlterNet.org.
Ponderosa Sun Club promoot Nudes-A-Poppin' als "'s werelds grootste outdoor naakte schoonheidswedstrijd".